# Sweetie Fox
Sweetie Fox (née le 25 juin 2001 à Ekaterinbourg) est une actrice pornographique, mannequin et cosplayeuse russe.

## Biographie
Elle est née le 25 juin 2001 à Ekaterinbourg. Pendant son enfance, elle est passionnée par les jeux vidéo et le dessin. À l'école, elle aimait regarder des dessins animés, lire des bandes dessinées et jouer à des jeux vidéo, c'est à ce moment-là qu'elle porte un intérêt pour le cosplay. En 2019, elle a commencé à publier des photos nue sur les réseaux sociaux.
En 2019, elle s'inscrit sur Pornhub et publie ses premières vidéos avec son mari, réalisant des cosplays en divers personnages de jeux vidéo et d’anime.
En 2022, elle gagne son premier prix aux Pornhub Awards dans la catégorie « Cosplayer préférée ». En 2023, elle a été classée parmi les 20 actrices porno russes les plus populaires par le magazine Maxim.
En janvier 2024, elle gagne la première place du classement des modèles les plus populaires sur PornHub. La même année, elle apparaît pour la première fois sur la couverture du magazine Adult Video News.

## Vie personnelle
Pendant son temps libre, elle pratique l'escrime et le combat au sabre. Elle étudie également l'histoire des arts et accorde une grande importance au maintien de sa forme physique.

## Prix et nominations
| Year | Award          | Result     | Category                      |
| ---- | -------------- | ---------- | ----------------------------- |
| 2021 | AltPorn Awards | Nomination | Best Clip Artist of the Year, |
| 2022 | AltPorn Awards | Nomination | Best Clip Artist of the Year, |
| 2022 | Bazowie Awards | Nomination | Best Clip Artist of the Year, |
| 2022 | Pornhub Awards | Lauréat    | Favorite Cosplayer            |
| 2023 | Bazowie Awards | Nomination | Best Kawaii Cosplayer         |
| 2023 | Bazowie Awards | Nomination | Best Fandom Clip Artist       |
| 2023 | Pornhub Awards | Nomination | Most Popular Female Performer |
| 2023 | Pornhub Awards | Lauréat    | Most Popular Amateur          |
| 2023 | Pornhub Awards | Nomination | Favorite Cosplayer            |
| 2024 | AVN Awards     | Nomination | Most Spectacular Boobs        |
| 2024 | AVN Awards     | Lauréat    | Favorite Cosplayer            |
| 2024 | Pornhub Awards | Lauréat    | Favorite Cosplayer            |